# 2023 en Turquie
Chronologie de la Turquie
- 2019
- 2020
- 2021
- 2022
- 2023
- 2024
- 2025
- 2026
- 2027

Cette page concerne les évènements survenus en 2023 en Turquie :

## Évènements
- Depuis 2016 : Purges suivant la tentative de coup d'État de 2016 en Turquie
- 2 janvier : Avec la décision du Conseil d'État à la majorité, la décision de la Turquie de se retirer de la Convention d'Istanbul, relative  aux violences envers les femmes, devient définitive.
- 3 janvier :  Un accord de coopération dans le domaine du gaz naturel est signé entre la Turquie et la Bulgarie.
- 5 janvier : 
  - Un navire des garde-côtes turcs échange des coups de semonce avec un navire des garde-côtes grecs près de l'île grecque de Farmakonisi[1].
  - La Cour constitutionnelle décide de bloquer le compte d'aide au trésor du Parti démocratique des peuples.
- 7 janvier : Cinq personnes sont tuées et 23 autres sont blessées dans un accident de bus à Diyarbakır.
- 13 janvier : La bibliothèque Rami (en) est inaugurée.
- 21 janvier : Le ministère turc de la Défense annule la prochaine visite en Turquie du ministre suédois de la Défense, Pål Jonson, en réponse à l'autorisation donnée à l'extrémiste de droite Rasmus Paludan de manifester devant l'ambassade de Turquie à Stockholm.
- 30 janvier : L'Alliance de la nation annonce le protocole d'accord sur les politiques communes, qui comprend ses actions après les élections générales (en).
- 6 février : séisme meurtrier en Turquie et en Syrie[2](Wikinews)
- 26 novembre : arrestation de 231 personnes, dont des journalistes et des écrivains, soupçonnés de financer le Parti des travailleurs du Kurdistan (PKK)[3]

## Cinéma
- Liste de films turcs de 2023 (en)

## Décès
- 6 février : Cemal Kütahya, handballeur
- 7 février : Yakup Taş (en), personnalité politique
- 11 février : Deniz Baykal, homme politique
- 18 février : Christian Atsu, footballeur ghanéen mort en Turquie
- 26 février : Ziya Şengül, joueur de football
- 10 mars : Vefa Tanır, homme politique
- 5 avril : Ismail Mahmud Hurre, homme politique somalien mort en Turquie
- 20 mai : Nuri Sesigüzel, acteur de cinéma
- 11 juin : Suna Kan, violoniste
- 28 juin : Faruk Salgar, chanteur de musique classique
- 28 juin : Joseph-Marie Bipoun-Woum,  professeur camerounais mort en Turquie
- 31 juillet : Souret Husseïnov, homme d'État azerbaïdjanais mort en Turquie
- 5 septembre : Necmettin Cevheri, homme politique
- 13 octobre : Mohamadou Abbo Ousmanou, homme d'affaires camerounais mort en Turquie
- 12 novembre : Akgün Kaçmaz, joueur de football
- 13 décembre : Yılmaz Atadeniz, réalisateur, producteur et scénariste